# 균등 유계성 원리
함수해석학에서 균등 유계성 원리(均等有界性原理, 영어: uniform boundedness principle) 또는 바나흐-스테인하우스 정리(Banach-Steinhaus定理, 영어: Banach–Steinhaus theorem)는 바나흐 공간 위의 일련의 유계 작용소들에 대하여, 점별 유계성이 균등 유계성과 동치라는 정리이다.

## 정의
실수 바나흐 공간 {\displaystyle (V,\|\cdot \|_{V})} 및 실수 노름 공간 {\displaystyle (W,\|\cdot \|_{W})} 사이에 일련의 유계 작용소들 {\displaystyle {\mathcal {T}}\subset B(V,W)}가 존재한다고 하자. 그렇다면, 균등 유계성 원리에 따르면 다음 두 조건들이 서로 동치이다.
- (점별 유계성) 모든 {\displaystyle v\in V}에 대하여, {\displaystyle \sup _{T\in {\mathcal {T}}}\|Tv\|_{W}<\infty }
- (균등 유계성) {\displaystyle \sup _{T\in {\mathcal {T}}}\|T\|_{B(V,W)}<\infty }

여기서 {\displaystyle \|\cdot \|_{B(V,W)}}는 작용소 노름이다.
균등 유계성 원리로부터 다음과 같은 따름정리를 쉽게 증명할 수 있다.
- 바나흐 공간 {\displaystyle V} 및 노름 공간 {\displaystyle W} 사이의 유계 작용소들의 열 {\displaystyle T_{1},T_{2},\dots \colon V\to W}이 선형 변환 {\displaystyle T\colon V\to W}로 점별 수렴한다면, {\displaystyle T}는 유계 작용소이다.

## 증명
바나흐 공간에 대한 균등 유계성 정리는 베르 범주 정리를 사용해 다음과 같이 간단히 증명할 수 있다.
이 밖에도, 앨런 소칼은 베르 범주 정리를 사용하지 않는 다음과 같은 증명을 제시하였다.

## 역사
스테판 바나흐와 후고 스테인하우스가 1927년에 증명하였다. 한스 한 또한 같은 정리를 독자적으로 발견하였다.